# Catalogue Hoboken
Le catalogue Hoboken (Hoboken-Verzeichnis) est un catalogue thématique, chronologique et bibliographique de plus de 750 œuvres de Joseph Haydn. Le titre exact est « J. Haydn, Thematisch-bibliographisches Werkverzeichnis ». Il a été établi par le musicologue néerlandais Anthony van Hoboken et a été édité entre 1957 et 1978 en trois volumes.
Bien que Joseph Haydn ait publié la plupart de ses œuvres avec numéros d'opus, l'ampleur de son travail de composition a rendu nécessaire pour la recherche scientifique un catalogage systématique de toutes ses œuvres.
À la différence du catalogue Köchel pour les œuvres de Mozart ou du catalogue Deutsch pour les œuvres de Schubert, qui tous deux sont classés chronologiquement par date de composition, le catalogue Hoboken, de même que le catalogue Schmieder (BWV) pour les œuvres de Bach, ou le catalogue Baselt (HWV) pour les œuvres de Haendel, est classé par type d'œuvre. Toutes les symphonies, par exemple, sont classées dans la catégorie I, tous les quatuors à cordes sont dans la catégorie III, les sonates pour piano sont dans la catégorie XVI, et ainsi de suite. La numérotation selon le Catalogue Hoboken est en général représentée par le sigle « Hob. ». Par exemple, « Hob. I:94 » désigne la Symphonie no 94.
| Hob.   | Catégorie                                                                          |
| ------ | ---------------------------------------------------------------------------------- |
| I      | Symphonies (1–108)                                                                 |
| Ia     | Ouvertures (1–17)                                                                  |
| II     | Divertimenti à 4 Parties et plus (1–47)                                            |
| III    | Quatuors à cordes (1–83)                                                           |
| IV     | Divertimenti à 3 Parties (1–11)                                                    |
| V      | Trios à cordes (1–21)                                                              |
| VI     | Divers Duos (1–6)                                                                  |
| VII    | Concertos pour différents Instruments                                              |
| VIII   | Marches (1–7)                                                                      |
| IX     | Danses (1–31)                                                                      |
| X      | Diverses œuvres pour Baryton (1–12)                                                |
| XI     | Trios pour Baryton, Violon (ou Alto) et Violoncelle (1–126)                        |
| XII    | Duos avec Baryton (1–24)                                                           |
| XIII   | Concertos pour Baryton (1–3)                                                       |
| XIV    | Divertimenti avec Piano (1–13)                                                     |
| XV     | Trios pour Piano, Violon (ou Flûte) et Violoncelle (1–40)                          |
| XVa    | Duos pour Piano (1–3)                                                              |
| XVI    | Sonates pour Piano (1–52)                                                          |
| XVII   | Pièces pour Piano (1–12)                                                           |
| XVIIa  | Piano à 4 mains (1–2)                                                              |
| XVIII  | Concertos pour Piano (1–11)                                                        |
| XIX    | Pièces pour horloge musicale (Flötenuhr) (1–32)                                    |
| XX     | Œuvres sur Les Sept Dernières Paroles du Christ en croix (1–4)                     |
| XXa    | Stabat Mater                                                                       |
| XXI    | - Oratorios - 1 - 2 - 3                                                            |
| XXII   | Messes (1–14)                                                                      |
| XXIIa  | Requiem                                                                            |
| XXIIb  | Libera me                                                                          |
| XXIII  | Autres œuvres sacrées                                                              |
| XXIV   | Cantates (1–11) et Arias (1–23) avec Orchestre                                     |
| XXV    | Chants à 2 (1–2), 3 (1–5), et 4 (1–9) Parties                                      |
| XXVI   | Lieder avec Piano (1–48) et Cantates avec Instruments (1–4)                        |
| XXVII  | Canons (Sacrés 1–10; Séculaires 1–47)                                              |
| XXVIII | Opéras (1–13)                                                                      |
| XXIX   | Opéras pour marionnettes (1–5) et Singspiele (1–3)                                 |
| XXX    | Musique de scène (1–5)                                                             |
| XXXI   | Arrangement de chants populaires écossais (1–273), gallois (1–61) et autres (1–17) |
| XXXII  | Pasticcios (1–4)                                                                   |